# Katerina Sakellaropoulou
Katerina Sakellaropoulou, född 30 maj 1956 i Thessaloniki, är en grekisk domare som var Greklands president från den 13 mars 2020 till den 13 mars 2025.

## Biografi
Sakellaropoulou är dotter till en före detta domare i Högsta domstolen. Hon har bland annat studerat vid Sorbonne universitetet i Paris.
År 2018 utnämndes Sakellaropoulous till chef för Greklands högsta förvaltningsdomstol statsrådet, Symvoulio tis Epikrateias.
Sakellaropoulous efterträdde Prokopis Pavlopoulos som president den 13 mars 2020. Hon är den första kvinnan på posten, och politiskt obunden.